# Keilschwanz-Regenpfeifer

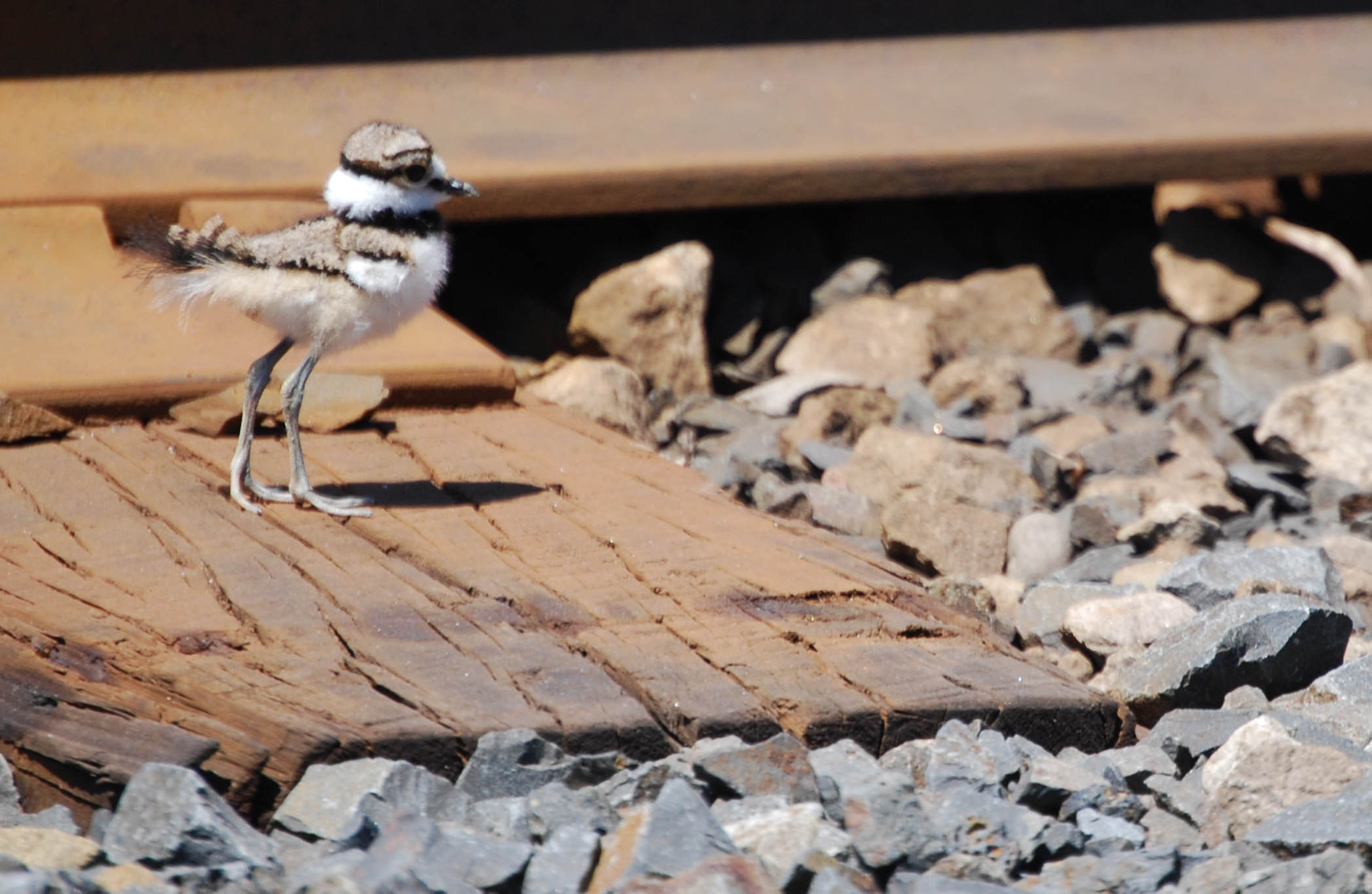
Jungvogel

Der Keilschwanz-Regenpfeifer (Charadrius vociferus) ist eine amerikanische Vogelart aus der Familie der Regenpfeifer (Charadriidae). In Europa ist der Keilschwanz-Regenpfeifer ein seltener Irrgast. Er wird gelegentlich durch Herbst- und Winterstürme an die ostatlantischen Küsten verdriftet.

## Merkmale
Der 26 cm lange Keilschwanz-Regenpfeifer ist oberseits graubraun gefärbt mit rotorangefarbenem Bürzel. Die Unterseite und der Hals sind weiß. Der Vogel hat ein doppeltes schwarzes Brustband. Er hat einen langen, keilförmig zulaufenden Schwanz und lange, spitz zulaufende Flügel. Der Bürzel ist rotbraun. Bei fliegenden Keilschwanz-Regenpfeifern ist die breite weiße Flügelbinde sichtbar. Jungvögel gleichen den adulten Vögeln, haben jedoch eine weniger ausgeprägte schwarze Gesichtszeichnung und ein unvollständiges oberes Brustband.
Seinen englischen Namen Killdeer verdankt er seinen lauten Kill-dier-Rufen.

## Lebensraum, Verbreitung und Wanderung

Der Keilschwanz-Regenpfeifer gehört zu den in Amerika am verbreitetsten Regenpfeifer-Arten. Er kommt in Nord-, Zentral- und im nördlichen Südamerika vor. Die nördlichen Populationen ziehen zum Überwintern nach Süden während die südlichen Population nicht wandern. Selten taucht der Vogel als Irrgast infolge von Winterstürmen in Westeuropa auf.
Die Wanderungen des Keilschwanz-Regenpfeifers sind komplex und wurden bisher nur wenig untersucht. Die nach Norden führende Wanderung beginnt zwischen Februar und März, teilweise auch erst Mitte April. Die nach Süden führende Wanderung findet zwischen Juni und November statt. Untersuchungen von beringten Keilschwanz-Regenpfeifern ergaben, dass die Tiere zum Ende der Brutsaison von Indiana und Wisconsin nach Louisiana und South Carolina, von New York nach Georgia, von Alberta nach Kansas, und von Pennsylvania nach Florida ziehen. Der Zug nach Südamerika führt vor allem durch die Großen Antillen, Mexiko und Zentralamerika. Anhand der Beobachtung beringter Individuen stellte sich heraus, dass die Tiere häufig über mehrere Jahre hinweg an dieselben Standorte zurückkehren.
Obwohl er strenggenommen zu den Küstenvögeln gehört, wird der Keilschwanz-Regenpfeifer auch im Landesinneren angetroffen. Die Art bevorzugt offenen Flächen, insbesondere Sandbänke, Schlick und Viehweiden, sowie vom Menschen geformte Flächen wie Sportplätze, Flughäfen, Golfplätze, geschotterte Parkplätze oder mit Schotter bedeckte Hausdächer. Am häufigsten werden Keilschwanz-Regenpfeifer jedoch in der Nähe von Wasser angetroffen, selbst wenn es sich dabei um Rasensprenger handelt.

## Fortpflanzung
Der Keilschwanz-Regenpfeifer legt in eine flache Bodensenke meist vier Eier, die beide Elternvögel rund vier Wochen lang bebrüten. Die Jungvögel sind Nestflüchter, die beim Schlüpfen bereits Dunenfedern und offene Augen haben und schon nach wenigen Stunden laufen und fressen können. Sie sind jedoch noch bis zum Flüggewerden auf ihre Eltern angewiesen.
Bei Gefahr für das Nest und somit den Nachwuchs versuchen Keilschwanz-Regenpfeifer potentielle Angreifer dadurch vom Nest fortzulocken, dass sie eine Verletzung ihrer Flügel vortäuschen. Die Biologin Dianne H. Brunton hat dieses Verhalten in den Jahren 1984 und 1985 näher untersucht und hat dabei herausgefunden, dass Keilschwanz-Regenpfeifer dieses für sie typische Verhalten nach dem Schlüpfen der Küken häufiger zeigen, als noch während des Brütens oder später, wenn die Jungtiere schon stärker auf sich selbst gestellt sind. Weiterhin fand sie heraus, dass am Boden lebende Prädatoren sich eher von dem Verhalten der Elterntiere ablenken ließen, als solche, die die Küken aus der Luft angriffen. Auch stellte sich heraus, dass männliche Keilschwanz-Regenpfeifer das Verhalten häufiger zeigten, während weibliche Tiere das Nest eher durch Flucht verließen. Brunton folgerte daraus, dass bei Keilschwanz-Regenpfeifern als Bodenbrütern aufgrund der hohen Verluste von Gelegen und Jungtieren die Fähigkeit von weiblichen Tieren, neue Eier zu legen, im Vordergrund steht. Weiterhin stellte sie die These auf, dass das Verteidigungsverhalten der einzelnen Individuen weniger davon beeinflusst wird, wie viel die Keilschwanz-Regenpfeifer schon in ihre aktuelle Brut investiert haben, als vielmehr davon, wie sehr die Eier oder Jungtiere auf den Schutz der Elterntiere angewiesen sind.

## Unterarten
Es sind folgende Unterarten bekannt:
- Charadrius vociferus vociferus Linnaeus, 1758[10] ist im Binnenland des südlichen Alaska, subarktischenbis gem#ßigten Zonen Kanadas von Yukon bis zum Hudson Bay und dem Sankt-Lorenz-Golf verbreitet. Das Verbreitungsgebiet zieht sich weiter über die USA, das südliche Niederkalifornien  und über das zentrale Mexiko bis örtlich in Nicaragua und das südwestliche Panama.
- Charadrius vociferus ternominatus Bangs & Kennard, 1920[11] ist auf den Bahamas, den Großen Antillen und auf den Jungferninseln verbreitet.
- Charadrius vociferus peruvianus (Chapman, 1920)[12] kommt an den Küsten im westlichen Ecuador bis in das nordwestliche Chile vor.

## Etymologie und Forschungsgeschichte
Die Erstbeschreibung des Keilschwanz-Regenpfeifers erfolgte 1758 durch Carl von Linné unter dem wissenschaftlichen Namen Charadrius vociferus. Als Verbreitungsgebiet gab Nordamerika an. Mit der Art führte er auch die neue Gattung Charadrius ein. Dieser Gattungsname hat seinen Ursprung in lateinisch charadrius ‚ein gelblicher Vogel in einer Vulgata-Bibel aus dem vierten Jahrhundert‘ bzw. χαραδριος, χαραδρα charadrios, charadra, deutsch ‚unbekannter einfarbiger nachtaktiver Vogel, der in Schluchten und Flusstälern lebte, Schlucht‘. Der Artname vociferus ist ein Wortgebilde aus lateinisch vociferus, vociferari, vox, vocis ‚lärmend, laut, schreien, Schrei, Laut‘ und lateinisch ferre ‚ertragen, tragen‘. Peruvianus bezieht sich auf Peru. Ternominatus ist ein Wortgebilde aus lateinisch ter ‚dreimal‘ und lateinisch nominatus, nominare, nomen, nominis ‚benannt, Namen geben, Namen‘. Alfred Laubmann hatte für sein Werk Die Vögel von Paraguay keinen Balg zur Verfügung. Den einzigen Nachweis sah er in Richard Bowdler Sharpe, der im Katalog für Natural History Museum einen Jungvogel aus Paraguay erwähnte. Laubmann liste den Vogel unter Oxyechus vociferus vociferus und schloss nicht aus, dass es sich um einen Wintergast handelte oder C. v. peruvianus sei. Charadrius vociferus rubidus (Riley, 1909) und Charadrius torquatus Linnaeus, 1766 werden heute als Synonym zu C. v. ternominatus betrachtet.